# Galeodes caspius caspius
Galeodes caspius caspius es una subespecie de arácnido  del orden Solifugae de la familia Galeodidae.

## Distribución geográfica
Se encuentra en Asia.